# سيرجيو موث
سيرجيو موث (بالرومانية: Sergiu Muth)‏ هو لاعب كرة قدم روماني في مركز الدفاع، ولد في 24 يونيو 1990 في Târnăveni ‏ في رومانيا. شارك مع منتخب رومانيا تحت 17 سنة لكرة القدم ومنتخب رومانيا تحت 19 سنة لكرة القدم ومنتخب رومانيا تحت 21 سنة لكرة القدم ومنتخب رومانيا لكرة القدم. أما مع النوادي، فقد لعب مع نادي بوليتكنيكا ياش ونادي تارغو موريش ويو تي أي أراد.

## وصلات خارجية
- سيرجيو موث على موقع الاتحاد الأوربي (الإنجليزية)
- سيرجيو موث على موقع قاعدة بيانات كرة القدم.إي يو (الإنجليزية)
- سيرجيو موث على موقع ناشيونال فوتبول تيمز (الإنجليزية)
- سيرجيو موث على موقع Soccerway.com (الإنجليزية)
- سيرجيو موث على موقع عالم كرة القدم.نت (الإنجليزية)